# Gyula Gózon
Dans le nom hongrois Gózon Gyula, le nom de famille précède le prénom, mais cet article utilise l’ordre habituel en français Gyula Gózon, où le prénom précède le nom.

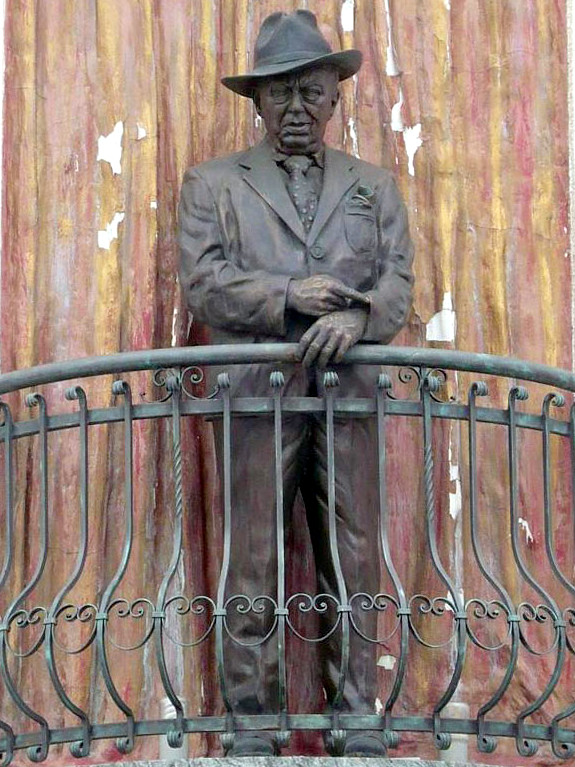
Statue représentant Gyula Gózon.

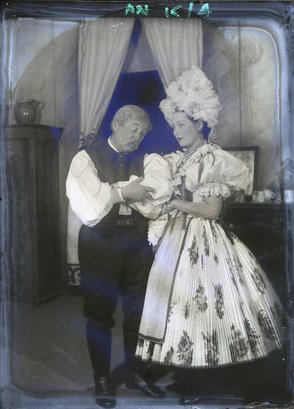
Gyula Gózon et Erzsi Somogyi.

Gyula Gózon (né le 19 avril 1885 à Érsekújvár, aujourd'hui Nové Zámky, en Slovaquie, alors en Autriche-Hongrie, et mort le 8 octobre 1972  à Budapest) est un acteur hongrois.

## Biographie
Gyula Gózon a grandi à Esztergom, puis partit étudier à Budapest dans une école de théâtre de Rákosi Szidi (hu). Il intégra ensuite une compagnie qui parcourait le sud-ouest du pays dans de difficiles conditions. Après avoir joué à Târgu Mureș et à Miercurea-Ciuc, il fut repéré par Miklós Erdélyi (en), directeur du théâtre d'Oradea, qui lui offrit un contrat en 1904. Il y resta 6 années, se liant d'amitié pour la vie avec Gyula Kabos, avec qui il forma aussi un duo. En 1912, Endre Nagy lui proposa d'intégrer un nouveau cabaret de Budapest, l'Apolló.
C'est en 1914 que Gyula Gózon joua dans son premier film : tout au long de sa carrière, il a pratiquement joué dans une centaine de films.
En 1917, il épousa Lili Berky avec qui il ouvrit le Muskátli Cabaret. À cause des lois prises contre les Juifs, il ne joua plus à partir de 1941, devant se cacher dans une maison de Rákosliget. Après la fin de Seconde Guerre mondiale, il rejoignit le Théâtre national, qui l'avait déjà employé avant le début de la guerre.
Gyula Gózon fut l'un des rares acteurs à avoir été actif pendant l'Autriche-Hongrie, le Royaume de Hongrie (1920-1946) et la République populaire de Hongrie (1949-1989). Il reçut le Prix Kossuth en 1954. 

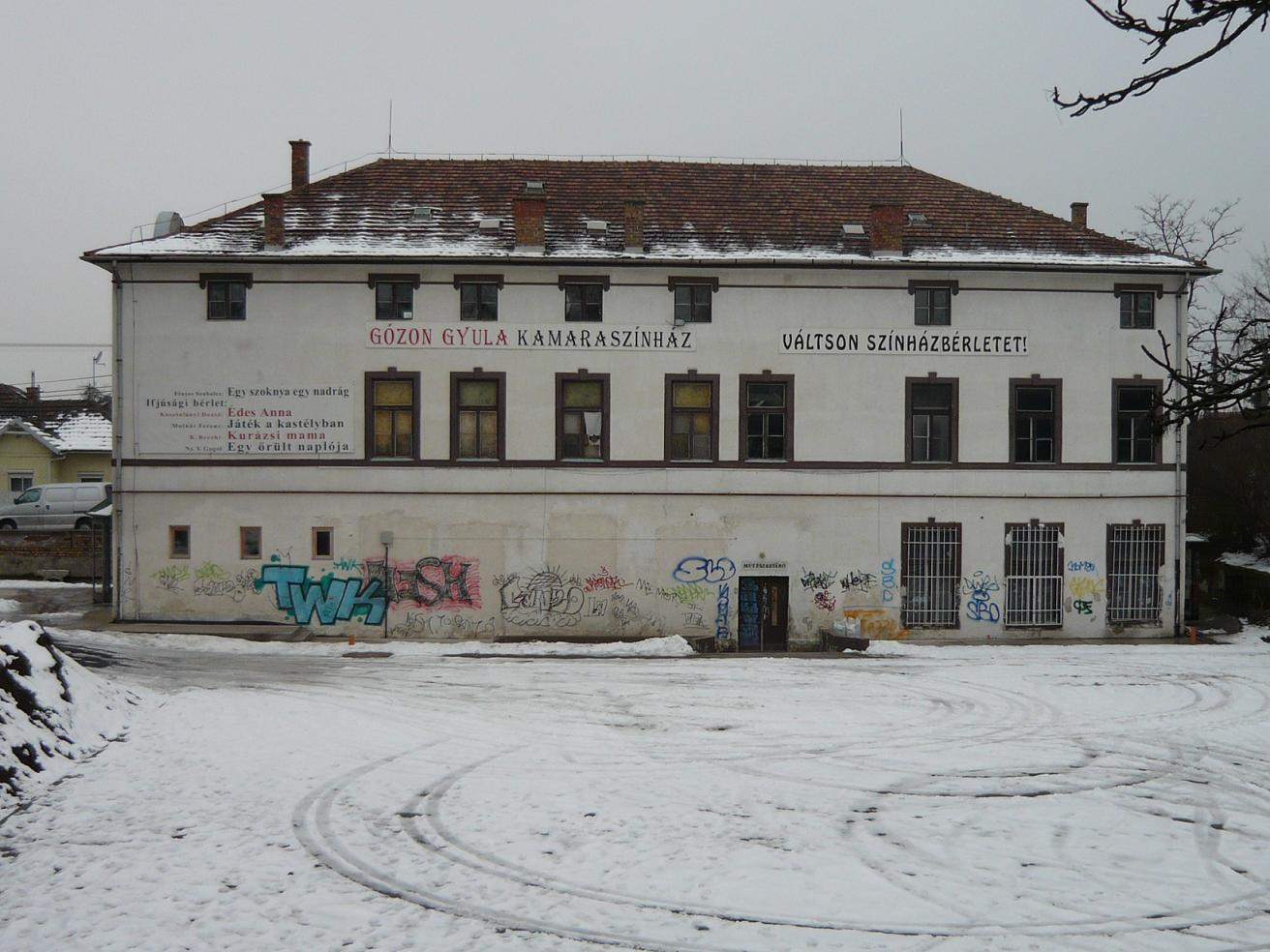
le théâtre Gyula Gózon.

Son ancienne maison à Rákosliget est maintenant un théâtre qui porte son nom, le Gózon Gyula Kamaraszínház (hu).

## Filmographie partielle
- 1931 : Hyppolit, a lakáj
- 1933 : La Marche de Rakoczi de Steve Sekely
- 1934 : Meseautó (en)
- 1934 : Romance of Ida (en)
- 1935 : Villa for Sale (en)
- 1939 : La Vie du docteur Semmelweis (Semmelweis) d'André de Toth
- 1949 : Janika (film) (en)
- 1953 : The State Department Store (en)
- 1962 : I'll Go to the Minister (en)

## Source
- (en) Cet article est partiellement ou en totalité issu de l’article de Wikipédia en anglais intitulé « Gyula Gózon » (voir la liste des auteurs).